# ノトサウルス
ノトサウルス（Nothosaurus）は、中生代三畳紀に棲息していた海棲爬虫類の絶滅した属。属名は「見せ掛けの爬虫類」の意。しばしば「偽竜」と邦訳される。

## 形態

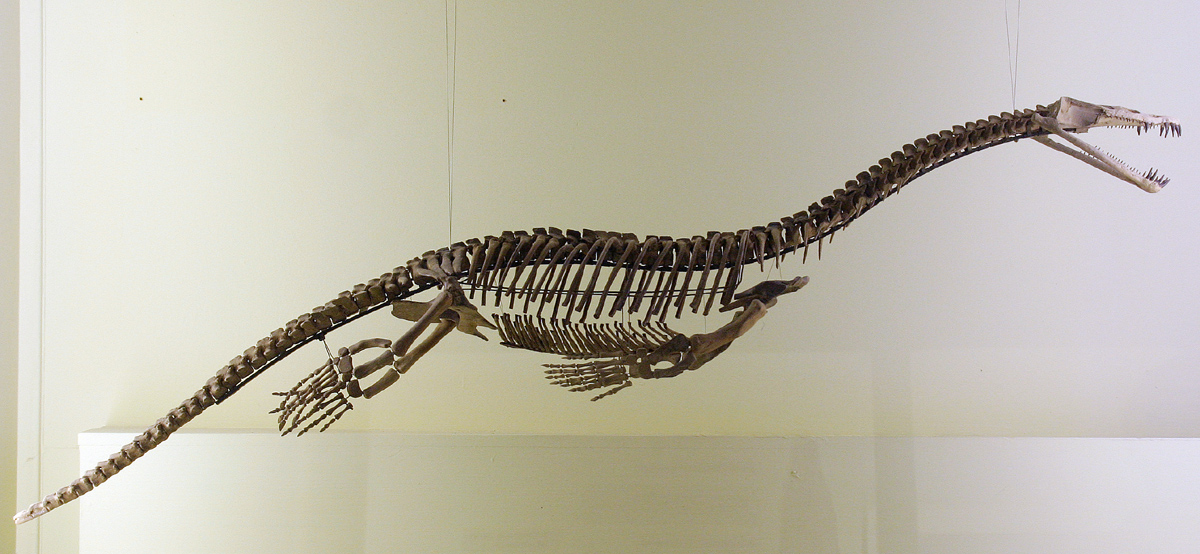
Nothosaurus 骨格。

全長は1 - 4メートル。頭骨は細長く、吻も伸長していた。口蓋には長く鋭い歯を多数持つ。鼻孔の位置は高く、眼窩の直前に存在する。首や胴体、尾は伸長し、柔軟であった。四肢にはまだ陸上生物のそれに近い形状の指が残されており、首長竜のような鰭状にはなっていない。しかし指の間には水かきが形成された痕跡があった。繁殖形態は不明であるが、肢帯の構造は上陸することは可能な形態であり、上陸して産卵していた可能性もある。骨組織を解析した結果、生まれた幼体は3年程で成体となり、寿命は6年程だったと推定されている。

## 生態
浅い海に生息しており、現在のアシカなどのように海中の魚を食べていたと考えられている。一部では海棲爬虫類も襲っていた可能性もあり、ケイチョウサウルス3個体分の残骸（2つの椎弓、4つの烏口骨、3種類の肋骨、4つの上腕骨、異なるサイズの右2つと左3つを含む5つの肩甲骨）を含む吐瀉物（regurgitalite）の吐き主が本種（あるいは近縁なラリオサウルス）と考えられている。
ノトサウルス類は魚竜に押されて衰退したとされる。しかし、このグループの初期群から首長竜が分化したと考えられている。